# Toloache pa' mi negra
Toloache pa' mi negra es un EP de la banda mexicana de ska y rock en español Panteón Rococó y fue publicado por Pepe Lobo Records en 1997.

## Lista de canciones
Todos los temas fueron escritos por Panteón Rococó.

| N.º | Título                  | Duración |  |
| 1.  | «Panteón Rococó»        |          |  |
| 2.  | «Cúrame»                |          |  |
| 3.  | «No te detengas»        |          |  |
| 4.  | «Toloache pa' mi negra» |          |  |
| 5.  | «Asesinos»              |          |  |
| 6.  | «Nada pasó»             |          |  |

## Créditos
- Dr. Shenka — voz.
- Darío Espinosa — bajo.
- Hiram Paniagua — batería.
- Leonel Rosales — guitarra.
- Felipe Bustamante — teclados.
- Paco Barajas — trombón.
- Rodrigo Gorri Bonilla — guitarra.
- Missael — saxofón
- Tanis — percusiones.